# Wien wählt: Die Hauptstadt-Saga
Wien wählt: Die Hauptstadt-Saga ist ein Fernsehformat des ORF, das im Herbst 2020 anlässlich der Wiener Landtagswahlen ausgestrahlt wurde. Das zweiteilige Format verbindet Reportageelemente mit einer fiktiven Rahmenhandlung.

## Inhalt
Durch die Geschichte führt die fiktive Taxifahrerin Susi Pundratschek (gespielt von Margarethe Tiesel), die Parteien, Personen und Themen des Wahlkampfs vorstellt. Einordnung bietet der Politikberater Thomas Hofer, der an einem typischen Wiener Würstelstand stehend, seine Einschätzungen zum Wahlausgang und seine Auswirkungen auf ganz Österreich abgibt. Die Spitzenkandidaten der Parteien SPÖ, ÖVP, Grüne, FPÖ, NEOS und dem Team HC werden bei ihren Wahlkampf-Auftritten begleitet und zu ihrer politischen Agenda befragt. Ausgestrahlt wurde „Wien wählt: Die Hauptstadt-Saga“ am 23. und am 30. September 2020 um 21.05 Uhr in ORF 1.

## Entwicklung
Die Idee stammt von Elisabeth Gollackner und wurde im Team mit Paul Fleischanderl, Gerhard Maier, Kathrin Pollak und Helene Voglreiter ausgearbeitet und umgesetzt.

## Protagonisten
- Gernot Blümel
- Birgit Hebein
- Michael Ludwig
- Dominik Nepp
- Heinz-Christian Strache
- Christoph Wiederkehr

## Kritik
Der Standard bezeichnet „Wien wählt: Die Hauptstadtsaga“ als „Ein amüsantes Stück Polit-TV, in Zeiten, da es wenig zum Lachen gibt.“ Und die Kleine Zeitung schreibt: „Wenn Wien wählt, interessiert das auch außerhalb der Hauptstadt.“